# Makarowo (rejon mieżdurieczeński)
Makarowo (ros. Макарово) – wieś w Rosji, w rejonie mieżdurieczeńskim obwodu wołogodzkiego. W 2021 r. była niezamieszkana.